# Judo alla XXIX Universiade
Gli incontri di judo della XXIX Universiade si sono svolti alla Hsinchu County Gymansium di Taipei, in Taiwan, dal 20 al 24 agosto 2017.

## Podi

### Uomini
| Evento        | Oro             | Argento                | Bronzo               |
| Individuali   |                 |                        |                      |
| Fino a 60 kg  | Taikoh Fujisaka | Vincent Limare         | Al'bert Oguzov       |
| Fino a 60 kg  | Taikoh Fujisaka | Vincent Limare         | Rustam Ibrayev       |
| Fino a 66 kg  | An Baul         | Battogtokh Erkhembayar | Abdula Abdulzhalilov |
| Fino a 66 kg  | An Baul         | Battogtokh Erkhembayar | Norihito Isoda       |
| Fino a 73 kg  | Arata Tatsukawa | Florent Urani          | Kang Heon-cheol      |
| Fino a 73 kg  | Arata Tatsukawa | Florent Urani          | Bekadil Shaimerdenov |
| Fino a 81 kg  | Lee Seung-soo   | Aslan Lappinagov       | Robin Gutsche        |
| Fino a 81 kg  | Lee Seung-soo   | Aslan Lappinagov       | Vinícius Panini      |
| Fino a 90 kg  | Gwak Dong-han   | Stanislav Retinskii    | Firudin Dadashov     |
| Fino a 90 kg  | Gwak Dong-han   | Stanislav Retinskii    | Shoichiro Mukai      |
| Fino a 100 kg | Zelym Kotsoiev  | Kentaro Iida           | Philipp Galandi      |
| Fino a 100 kg | Zelym Kotsoiev  | Kentaro Iida           | Niiaz Bilalov        |
| Oltre 100 kg  | Cho Gu-Ham      | Barna Bor              | Maciej Sarnacki      |
| Oltre 100 kg  | Cho Gu-Ham      | Barna Bor              | Renat Saidov         |
| Open          | Hyoga Ota       | Juhan Mettis           | Ruan Isquierdo       |
| Open          | Hyoga Ota       | Juhan Mettis           | Musa Tumenov         |
| A squadre     | Giappone        | Estonia                | Brasile              |
| A squadre     | Giappone        | Estonia                | Russia               |

### Donne
| Evento       | Oro             | Argento          | Bronzo                    |
| Individuali  |                 |                  |                           |
| Fino a 48 kg | Mai Umekita     | Gabriela Chibana | Galbadrakhyn Otgontsetseg |
| Fino a 48 kg | Mai Umekita     | Gabriela Chibana | Jeong Bo-kyeong           |
| Fino a 52 kg | Rina Tatsukawa  | Eleudis Valentim | Park Da-sol               |
| Fino a 52 kg | Rina Tatsukawa  | Eleudis Valentim | Giulia Pierucci           |
| Fino a 57 kg | Lola Benarroche | Kwon You-jeong   | Yui Murai                 |
| Fino a 57 kg | Lola Benarroche | Kwon You-jeong   | Tamires Crude             |
| Fino a 63 kg | Aimi Nouchi     | Amina Belkadi    | Nadja Bazynski            |
| Fino a 63 kg | Aimi Nouchi     | Amina Belkadi    | Valentina Kostenko        |
| Fino a 70 kg | Bárbara Timo    | Saki Niizoe      | Kim Seong-yeon            |
| Fino a 70 kg | Bárbara Timo    | Saki Niizoe      | Carola Paissoni           |
| Fino a 78 kg | Valeria Ferrari | Lee Jeong-yun    | Maike Ziech               |
| Fino a 78 kg | Valeria Ferrari | Lee Jeong-yun    | Aleksandra Babintseva     |
| Oltre 78 kg  | Han Mi-jin      | Santa Pakenytė   | Anne-Fatoumata Mbairo     |
| Oltre 78 kg  | Han Mi-jin      | Santa Pakenytė   | Maiko Inoue               |
| Open         | Akari Inoue     | Kim Ji-youn      | Santa Pakenytė            |
| Open         | Akari Inoue     | Kim Ji-youn      | Anzhela Gasparian         |
| A squadre    | Giappone        | Corea del Sud    | Francia                   |
| A squadre    | Giappone        | Corea del Sud    | Russia                    |

## Medagliere
| Pos.  | Paese         |    |    |    | Totale |
| ----- | ------------- | -- | -- | -- | ------ |
| 1     | Giappone      | 10 | 2  | 4  | 16     |
| 2     | Corea del Sud | 4  | 5  | 4  | 13     |
| 3     | Brasile       | 1  | 2  | 4  | 7      |
| 4     | Francia       | 1  | 2  | 2  | 5      |
| 5     | Italia        | 1  | 0  | 2  | 3      |
| 6     | Azerbaigian   | 1  | 0  | 1  | 2      |
| 7     | Russia        | 0  | 3  | 9  | 12     |
| 8     | Lituania      | 0  | 1  | 1  | 2      |
| 9     | Algeria       | 0  | 1  | 0  | 1      |
| 9     | Estonia       | 0  | 1  | 0  | 1      |
| 9     | Mongolia      | 0  | 1  | 0  | 1      |
| 12    | Germania      | 0  | 0  | 5  | 5      |
| 13    | Kazakistan    | 0  | 0  | 3  | 3      |
| 14    | Ucraina       | 0  | 0  | 1  | 1      |
| Total | Total         | 18 | 18 | 36 | 72     |